# Aussichtsturm Kolibki

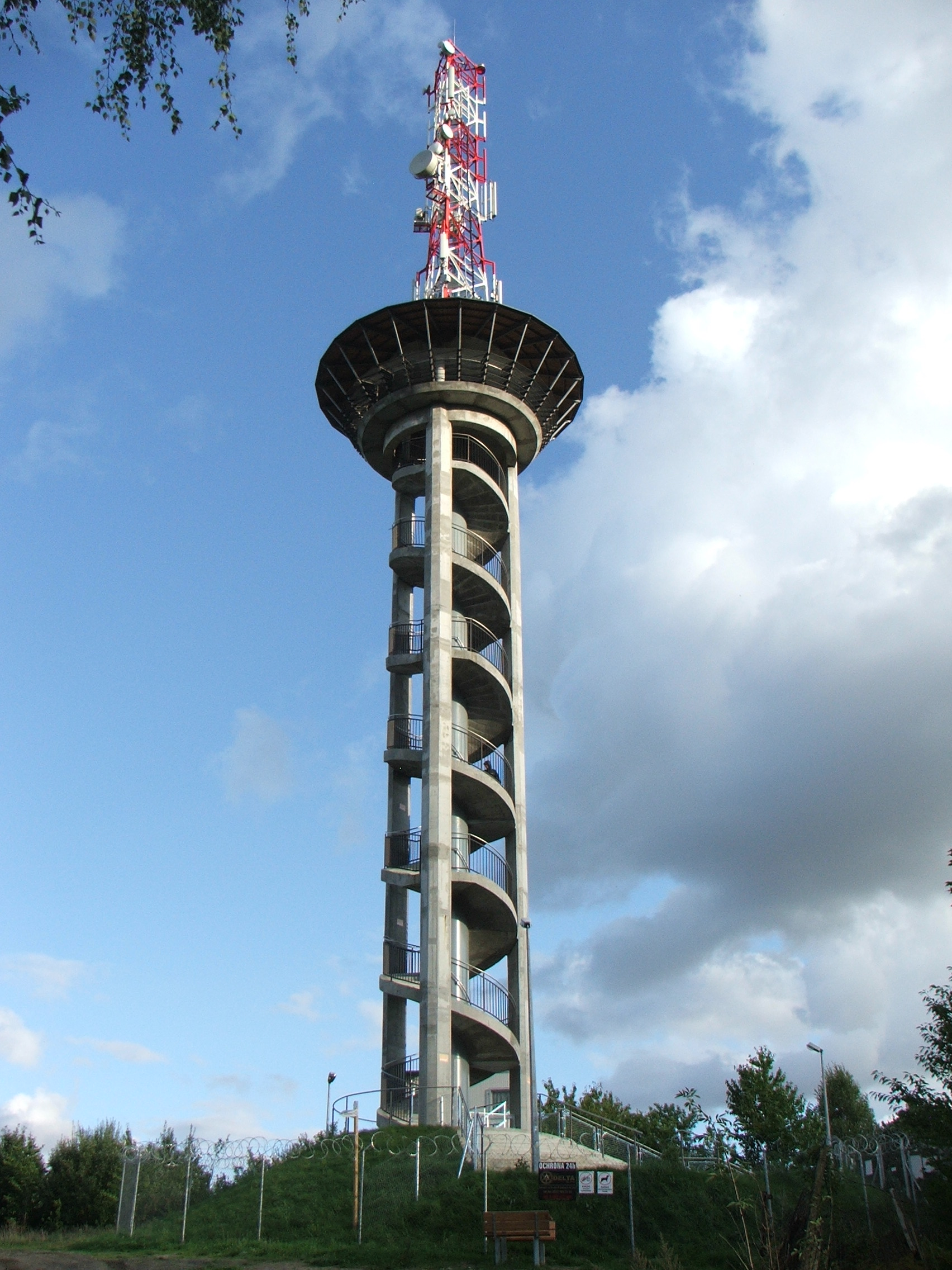
Der Aussichtsturm in Kolibki

Der Aussichtsturm Kolibki (Wieża widokowa w Kolibkach) ist ein 50 Meter hoher Aussichts- und Fernmeldeturm, den die PTK Centertel 2006 in Kolibki (dt. Koliebken, kasch. Kòlëbki), einem Viertel in Gdynias Ortsteil Orłowo, nahe der SKM-Haltestelle errichten ließ. Der Turm ging am 17. September 2007 in Betrieb. Er fällt durch seine Konstruktion auf. Sie besteht aus drei Betonsäulen, zwischen denen eine Wendeltreppe bis zur Aussichtsplattform in 28 Meter Höhe führt.
Ein anderer Aussichtsturm in Gdynia befindet sich auf dem Berg Góra Donas.